# Dion Drena Beljo
Dion Drena Beljo, né le 1er mars 2002 à Zagreb en Croatie, est un footballeur croate qui évolue au poste d'avant-centre au Dinamo Zagreb.

## Biographie

### En club

#### Débuts en Croatie
Né à Zagreb en Croatie, Dion Drena Beljo est formé par le HNK Cibalia avant de rejoindre le NK Osijek. Il joue son premier match en professionnel le 13 juin 2020, contre le NK Slaven Belupo. Il entre en jeu à la place d'Antonio Mance et les deux équipes se neutralisent (0-0 score final). Beljo signe son premier contrat professionnel le 10 juin 2021 avec Osijek, le liant au club jusqu'en juin 2025.
Le 14 juillet 2021, il est prêté pour une saison au Istra 1961.
Lors de la première partie de saison 2021-2022, il se met en évidence en marquant six buts en première division avec Istra.

#### FC Augsbourg
Le 13 janvier 2023, lors du mercato hivernal, Dion Drena Beljo rejoint l'Allemagne afin de s'engager en faveur du FC Augsbourg. Il signe un contrat courant jusqu'en juin 2027,.
Beljo inscrit son premier but pour Augsbourg le 4 mars 2023, lors d'une rencontre de championnat face au Werder Brême. Titularisé, il ouvre le score au bout de cinq minutes de jeu et participe ainsi à la victoire des siens par deux buts à un.

#### Rapid Vienne
Le 9 juillet 2024, Dion Drena Beljo rejoint l'Autriche en signant avec le Rapid Vienne sous la forme d'un prêt d'une saison avec option d'achat. Il arrive notamment pour renforcer l'attaque du Rapid après le départ de Fally Mayulu,.
Il se fait remarquer dès son premier match sous ses nouvelles couleurs en marquant son premier but, le 28 juillet 2024 contre le SC Neusiedl am See en coupe d'Autriche. Titularisé, il ouvre le score et participe à la victoire de son équipe par deux buts à zéro,. Beljo s'illustre de nouveau en marquant dès la première journée de la saison 2024-2025 de première division autrichienne, le 4 août 2024, face au SK Sturm Graz, le champion en titre. De nouveau titulaire, le numéro sept des Grün-Weißen donne la victoire à son équipe en étant l'unique buteur de la partie,. Dans une équipe qui lutte pour le titre, Beljo se montre régulièrement décisif, transformant notamment un penalty dans le temps additionnel face au Grazer AK le 27 octobre 2024, permettant à son équipe d'obtenir un point à l'extérieur (1-1 score final) et de se positionner en haut du classement en championnat,. D'octobre à début novembre il fait une série de quatre buts marqués en quatre matchs, portant alors son total à 13 réalisations toutes compétitions confondues, s'imposant ainsi comme l'une des principales armes offensives du Rapid.

### En sélection
Dion Drena Beljo compte deux sélections avec l'équipe de Croatie des moins de 19 ans, toutes deux obtenues en 2019.
En novembre 2021 il est appelé avec l'équipe de Croatie espoirs et joue son premier match pour cette sélection le 11 novembre 2021 face à l'Estonie. Il entre en jeu et son équipe s'impose par deux buts à zéro.
Dion Drena Beljo honore sa première sélection avec l'équipe nationale de Croatie le 12 octobre 2023, contre la Turquie. Il entre en jeu à la place de Mateo Kovačić lors de ce match perdu par la Croatie (0-1 score final),.